# Barraca de carro
Les barraques de carro són barraques amb coberta a dues vessants, amb una biga central i un entramat de troncs que aguanten un sostre de lloses. A sobre s'hi pot posar una capa de terra argilosa. Ja que la seva funció és amagar el carro i l'animal, aquest tipus de barraca manquen d'una de les parets curtes. La seva coberta és de teula àrab, disposada damunt un canyís sostingut per bigues d'ullastre o olivera, normalment. En aquestes construccions predomina la planta rectangular. Aquestes construccions són molt comuns a la Serra de Tramuntana i estan construïdes en pedra en sec.